# El Torito
El Torito — розширення специфікації ISO 9660 оптичних дисків CD-ROM, розроблене для забезпечення можливості завантаження з них операційної системи комп'ютера. Вперше оголошене в листопаді 1994 р. та опубліковане в січні 1995 р. як спільний проект IBM та   (виробника BIOS-ів).
Сучасні BIOS-и шукають сектор завантажування на CD-ROM-і в стандарті ISO 9660. А розширення EL Torito дозволяє емулювати компакт-диск як твердий диск (HDD — код 80) або як дискету (FDD — код 00) із подальшим штатним завантаженням, причому CD-ROM може мати один чи декілька образів дисків та емулювати переривання BIOS-у (INT 13) для кожного з них.